# Vector Graphics Vector 3
Vector Graphics Vector 3 (Vector 3 (VIP)) је професионални рачунар, производ фирме Vector Graphics који је почео да се израђује у САД током 1977. године.
Користио је Intel 8080, а затим Zilog Z80A као централни микропроцесор а RAM меморија рачунара Vector 3 (VIP) је имала капацитет од 56 KB. 
Као оперативни систем кориштен је CP/M.

## Детаљни подаци
Детаљнији подаци о рачунару Vector 3 (VIP) су дати у табели испод.
|                       |                                                         |
| [ 1 ]                 |                                                         |
| Произвођач            |                                                         |
| Тип                   | професионални рачунар                                   |
| Меморија              | 56 KB                                                   |
| Поријекло             | Сједињене Америчке Државе                               |
| Година                | 1977                                                    |
| Тастатура             | пуни помак тастера ,72 тастера са нумеричком тастатуром |
| Процесор              | 8080 затим                                              |
| Фреквенција процесора | 1 (8080) све до 6 (Z80)                                 |
| RAM                   | 56 KB                                                   |
| ROM                   | непознато                                               |
| Текст                 | 80 знакова x 25 линија                                  |
| Графика               | нема                                                    |
| Боја                  | једна боја                                              |
| Звук                  | мали звучник                                            |
| Димензије             | 132 (ш) x 267 (д) x 244 (в)                             |
| Портови               |                                                         |
| Оперативни систем     |                                                         |